# Mikuláš ze Slova
Mikuláš ze Slova (v originále William de Worde, v českém překladu je narážka na renesančního básníka Mikuláše Dačického z Heslova) je fiktivní postava z fantasy knih o Zeměploše od Terryho Pratchetta.
Mikuláš ze Slova se narodil jako druhorozený syn šlechtického rodu Slovů. Vystudoval na soukromé internátní škole Mlýnské kameny, jejímž hlavním posláním bylo naučit své žáky hodně křičet a běhat za míčem. Po dokončení školy Mikuláš postupně odmítl stát se knězem, správcem pozemků a vojákem (protivilo se mu zabíjet lidi a zvláště pak ty, které neznal). Od dětství ale miloval psaní a čtení a rozhodl se stát se písařem. Otec však byl proti (považoval písaře za něco ještě horšího než je učitel) a proto Mikuláš odešel do Ankh-Morporku, kterým jeho otec tak opovrhoval, protože tvrdil, že upadá a stěhuje se tam až mnoho nižších ras.
V Ankh-Morporku ze začal živit jako písař a zároveň dopisovatel několika významných osob v zahraničí. Těm za stálou sumu posílal pravidelně zprávy, ve kterých je informoval o novinkách v Ankh-Morporku. Jeho život se změnil poté, co se seznámil s trpaslíkem Dobrohorem Gunillou, vedoucím tiskárny. Společně začali vydávat i přes velké obtíže Ankh-morporskou Kometu, noviny přinášející čerstvé novinky nejen z Ankh-Morporku, ale i jeho širého okolí.